# IER2
IER2 (англ. Immediate early response 2) – білок, який кодується однойменним геном, розташованим у людей на короткому плечі 19-ї хромосоми. Довжина поліпептидного ланцюга білка становить 223 амінокислот, а молекулярна маса — 24 196.
| 10         |  | 20         |  | 30         |  | 40         |  | 50         |
| ---------- |  | ---------- |  | ---------- |  | ---------- |  | ---------- |
| MEVQKEAQRI |  | MTLSVWKMYH |  | SRMQRGGLRL |  | HRSLQLSLVM |  | RSARELYLSA |
| KVEALEPEVS |  | LPAALPSDPR |  | LHPPREAEST |  | AETATPDGEH |  | PFPEPMDTQE |
| APTAEETSAC |  | CAPRPAKVSR |  | KRRSSSLSDG |  | GDAGLVPSKK |  | ARLEEKEEEE |
| GASSEVADRL |  | QPPPAQAEGA |  | FPNLARVLQR |  | RFSGLLNCSP |  | AAPPTAPPAC |
| EAKPACRPAD |  | SMLNVLVRAV |  | VAF        |  |            |  |            |

A: Аланін

C: Цистеїн

D: Аспарагінова кислота

E: Глутамінова кислота

F: Фенілаланін

G: Гліцин

H: Гістидин

I: Ізолейцин

K: Лізин

L: Лейцин

M: Метіонін

N: Аспарагін

P: Пролін

Q: Глутамін

R: Аргінін

S: Серин

T: Треонін

V: Валін

W: Триптофан

Задіяний у такому біологічному процесі, як ацетилювання. 
Білок має сайт для зв'язування з ДНК. 
Локалізований у цитоплазмі, ядрі.